# Pepín Bello
José "Pepín" Bello Lasierra (Huesca, 13 de Maio de 1904 - Madrid, 11 de Janeiro de 2008) foi um intelectual e escritor espanhol.